# وازگن شوشانیان
وازگن "اونیک" گریگوری شوشانیان (ارمنی: Վազգեն (Օննիկ) Գրիգորի Շուշանյան; انگلیسی: Vazgēn Shushanean زاده ۹ فوریهٔ ۱۹۰۳ - درگذشته ۲ ژوئن ۱۹۴۱) شاعر و نویسنده ارمنی-فرانسوی بود.

## زندگی‌نامه
در سال ۱۹۰۳ در روستای رودستو، تراکیه شرقی به دنیا آمد. کودکستان را تازه تمام کرده بود که تبعید ارمنی‌ها از این منطقه آغاز شد. در روزهای تبعید تمام اعضای خانواده و خویشانش را گم کرد و تنها ماند. پس از مدتی آوارگی در شهرهای گوناگون وارد آموزشگاه کشاورزی «آرماش» شد. پس از مدت‌ها زندگی در شهرهای استانبول، ایروان، بایزید نو، تفلیس، باتومی، ازمیر و نیویورک، در سال ۱۹۲۲ به پاریس مهاجرت کرد و ضمن کارگری برای امرار معاش، تحصیلاتش را در رشته کشاورزی و دامداری تا به عالی‌ترین مدارج، ادامه داد.
سال‌های ۴۰–۱۹۳۰ را در روستا و آبادی‌ها به کار کشاورزی و دامداری و تدریس در این رشته‌ها گذراند. در سال ۱۹۴۰ در شهر پاریس ساکن شد و یک سال بعد در همین شهر درگذشت.
وازگن شوشانیان از سال ۱۹۲۰ پا به عرصه ادبیات نهاد و به سرودن شعر و نوشتن داستان پرداخت. برخی از آثار او در زمینه شعر و نثر عبارتنداز:
1. مردان عشق و حادثه
2. بهاری (۱۹۲۷)
3. شب‌های تابستان
4. روزها زیبا نیستند (۱۹۲۹)
5. وارسنیک سفید
6. نخستین عشق
7. کشور خاطره‌ها (۱۹۶۶)